# USS Ellyson (DD-454)
Pour les autres navires du même nom, voir Asakaze.
L'USS Ellyson (DD-454/DMS-19) est un destroyer de classe Gleaves en service dans la Marine des États-Unis pendant la Seconde Guerre mondiale. Il fut le seul navire nommé en l'honneur de Theodore G. Ellyson (en), un sous-marinier de l'US Navy devenu le premier officier de la marine américaine à être nommé aviateur naval.
Sa quille est posée le 20 décembre 1940 au chantier naval Federal Shipbuilding and Drydock Company de Kearny, dans le New Jersey. Il est lancé le 26 juillet 1941, parrainé par Miss Gordon Ellyson (fille du commandant Ellyson), et mis en service le 28 novembre 1941 sous le commandement du lieutenant commander L. B. Rooney.

## Historique
Ses premières missions, effectuées dès le début de l’année 1942, consistent à escorter des convois dans l’Atlantique. Le 14 janvier 1942, il sauve les 24 survivants du cargo norvégien SS Norness, torpillé au large de Rhode Island par l'U-123.
En août 1942, l'Ellyson opère avec le porte-avions Ranger, participant à ses côtés à l’opération Torch au large du Maroc en novembre 1942. Après deux mois de service d'escorte le long de la côte est, il rejoint le Ranger lors de deux voyages à Casablanca afin de transporter des avions l'US Army Air Forces en Afrique du Nord.
Au printemps 1943, il est engagé aux côtés des cuirassés South Dakota et Alabama dans la Manche et la mer du Nord avant de retourner en Méditerranée en juillet afin de prendre part à l’opération Husky en Sicile. À la fin de l’année, il fait route vers les côtes américaines avant de rejoindre Plymouth le 22 mai 1944 en vue de participer à l’opération Neptune.
Aux côtés de l’USS Texas, il bombarde les positions allemandes dans le secteur de la Pointe du Hoc et appui de ses feux les rangers américains pendant les premiers jours de la bataille de Normandie. Le 25 juin il participe au bombardement des batteries protégeant la ville de Cherbourg, mettant également en place un rideau de fumée protégeant les bâtiments de guerre les plus importants.
En août 1944, l’USS Ellyson participe au débarquement de Provence avant de rentrer aux États-Unis en novembre afin d’y être transformé en dragueur de mines rapide. L'immatriculation DMS-19 lui est affecté le 15 novembre 1944.
Après une formation dans la baie de Chesapeake, il est engagé dans le Pacifique en janvier 1945, participant aux opérations navales dans le secteur d’Okinawa et assiste impuissant à l’attaque de kamikazes japonais qui tombent sur son sister-ship l’USS Emmons le 6 avril. Le lendemain, l’Ellyson reçoit la lourde tâche de saborder ce destroyer afin d’éviter qu’il ne tombe entre les mains de l'ennemi.
En juillet 1945, l'Ellyson devient le vaisseau amiral d'une Task Force patrouillant en mer de Chine orientale. Après la capitulation du Japon, il rejoint Troisième flotte des États-Unis au large de la baie de Tokyo. En septembre, il retourne à Okinawa et, depuis sa base de la baie de Nakagusuku, sert de navire de commandement pour le déminage de la mer intérieure. Il appareille du Japon le 5 décembre, arrivant à Norfolk le 5 janvier 1946.

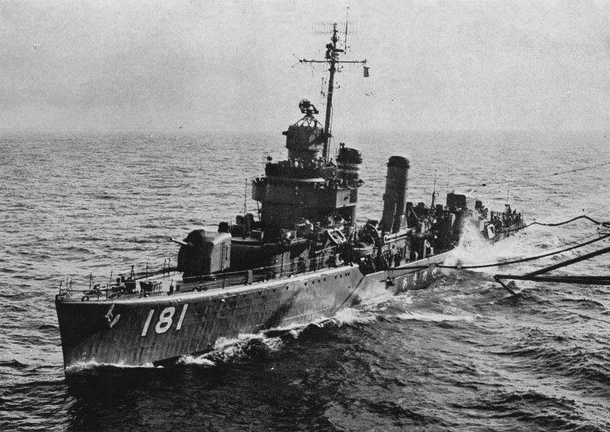
LAsakaze en 1959.

De retour dans l'Atlantique, il participe à des entraînements dans les Caraïbes avec l'Atlantic Fleet et sert au sein de la 6e escadre (Sixième flotte) dans la Méditerranée jusqu'en 1953. L’année suivante, il est transféré sous commandement japonais dans le cadre des accords de défense nippo-américains et est rebaptisé Asakaze. Il sert dans la force maritime d'autodéfense japonaise jusqu'en 1970, date à laquelle les Japonais le rendent aux États-Unis qui le vendent ensuite à Taïwan où il est démoli.

## Décorations
L'Ellyson a reçu sept Battles star pour son service dans la Seconde Guerre mondiale.

## Commandement
- Commander John Bartholomew Rooney du 28 novembre 1941 au 2 juin 1943.
- Lieutenant commander Ernest William Longton du 2 juin 1943 au 12 août 1944.
- Lieutenant commander Robert W Mountrey du 12 août 1944 au 1er novembre 1945.